# Gwendolyn Rich

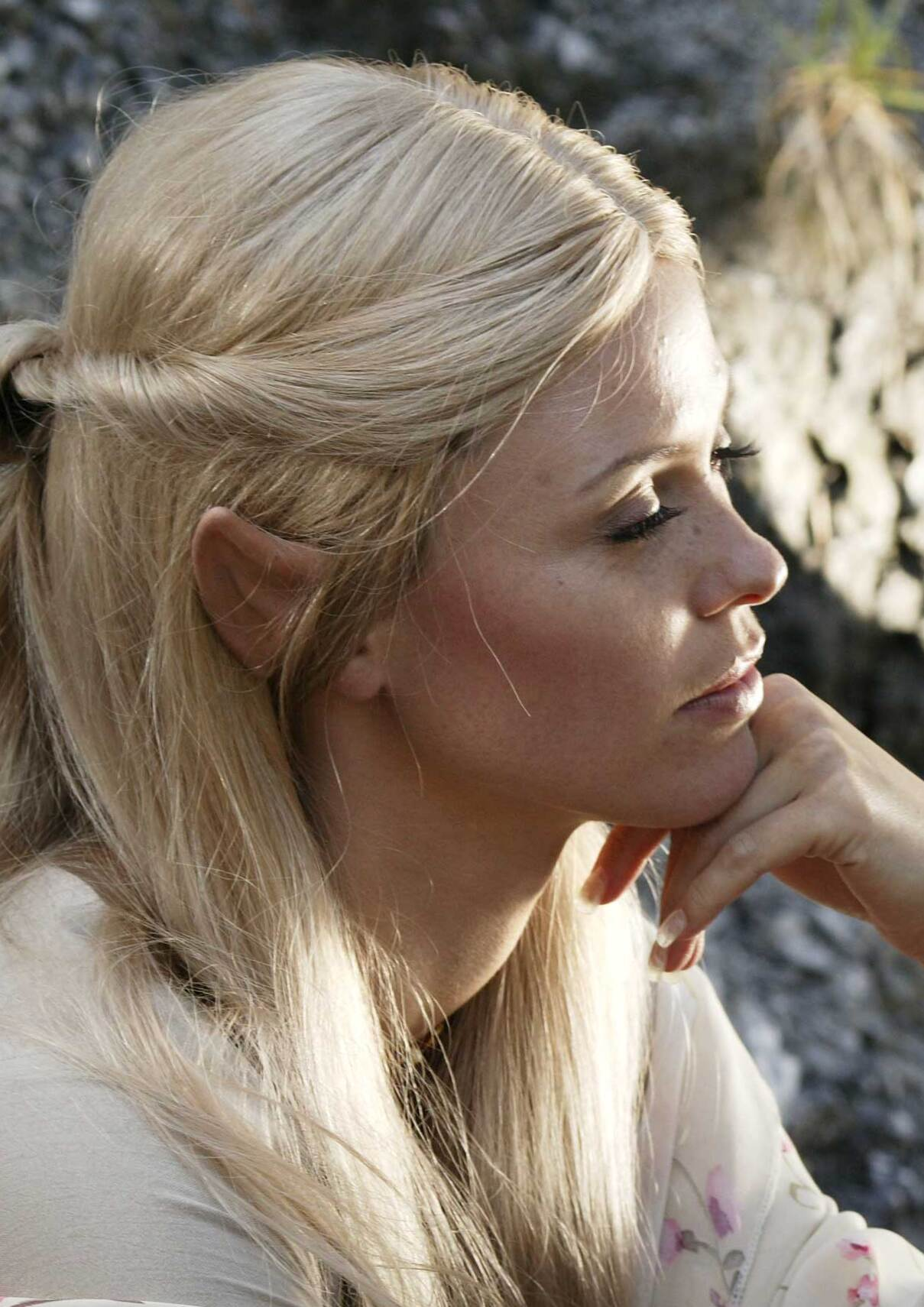
Gwendolyn Rich bei den Dreharbeiten zu The Ring Thing (2004)

Gwendolyn Rich (eigentlich Caroline Meli; * 1. Mai 1979 in Zürich) ist eine Schweizer Schauspielerin, Moderatorin, Sängerin und ein Fotomodell.

## Werdegang
Gwendolyn Rich wuchs in Meilen am Zürichsee auf, wo sie auch die Schule besuchte. Erste Bühnenerfahrungen sammelte sie im Jugendtheater der dortigen Primarschule; zu dieser Zeit begann sie zudem eine klassische Ballettausbildung beim Opernhaus Zürich.
Nachdem sie im Alter von 13 Jahren entdeckt worden war, begann sie als Fotomodell zu arbeiten; zunächst in der Schweiz, später auch in Mailand, New York und München für die Agenturen Elite, Look Now und Metropolitan. Nebst den Shootings für diverse bekannte Modemagazine wirkte sie in mehreren Werbespots für Kino und Fernsehen mit.
Weitere Bekanntheit erlangte sie, als sie ab 1994 in der Sitcom Tobias des Schweizer Fernsehens die Rolle der Esther verkörperte.
Aufsehen erregte die damals 15-Jährige, als sie sich für die Tierschutzorganisation PETA unter dem Slogan «Lieber nackt als im Pelz» unbekleidet fotografieren liess, wofür sie später mit dem Tierschutzpreis ausgezeichnet wurde. Gemäss Rich handelte es sich dabei jedoch nicht um Aktfotos, da lediglich ihr nackter Rücken zu sehen war. Das Geld aus dem Tierschutzpreis setzte sie für die Verbesserung der Schweinehaltung ein.
1995 zog sie mit ihrer Mutter für ein Jahr nach New York, wo sie die Lee-Strasberg-Schauspielschule besuchte und diverse Filme für die New York Film Academy drehte.
Mit 18 Jahren lebte Rich, die auch jüdische Wurzeln hat, in Israel, zunächst in Jerusalem und anschliessend in einem Kibbuz, wo sie lernte, Kühe zu melken, und sich mit der Hebräischen Sprache beschäftigte.
Nebst ihrer Tätigkeit als Fotomodell und Schauspielerin versuchte sich Gwendolyn Rich auch als Sängerin – die Single «Ich vermiss Dich» erschien 1997 – und moderierte diverse Fernsehsendungen, zunächst 1995–1996 beim Schweizer Jugendsender Sputnik TV und ab 1998 bei Star TV, wo sie ab 2002 auch als Redaktorin tätig wurde. In den Jahren 2000–2001 präsentierte Rich, die als Tochter einer französischsprachigen Belgierin zweisprachig aufgewachsen ist, zudem die Kindersendung «les Zapp» im Westschweizer Fernsehen.

## Privates
Gwendolyn Rich ist Mutter einer Tochter (* 2003) und eines Sohnes (* 2010). Sie besitzt neben der schweizerischen auch die belgische Staatsangehörigkeit.

## Filmographie
- 1994: Tobias (Fernsehserie, 40 Folgen)
- 2000: Joy Ride (Usfahrt)
- 2003: Dario M.
- 2004: The Ring Thing
- 2005: Lüthi und Blanc (Fernsehserie, Folge 214 «Späte Reue»)[12]